# Apulia
L'Apulia era una regione storico-geografica dell'Italia antica confinante a nord-ovest con il Sannio, a sud-ovest con la Lucania e a sud-est con l'allora Calabria (corrispondente alla gran parte della penisola salentina), mentre a nord-est era bagnata dal mare Adriatico.
La linea di costa era in gran parte rettilinea, tranne che all'estremo nord ove si ergeva il promontorio del Gargano. Nel settore centrale la vasta pianura del Tavoliere si apriva sul golfo di Manfredonia, mentre all'estremo sud, oltre le Murge, la regione si affacciava per un breve tratto sul golfo di Taranto, il cui dominio marittimo spettava però alla colonia magnogreca di Taras.
L'Apulia, tanto da un punto di vista antropico quanto sotto il profilo geografico, presentava caratteristiche ben distinte rispetto sia alla più antica Iapigia che alla moderna Puglia, benché fra i tre toponimi sussista una diretta correlazione etimologica.

## Storia
A differenza che nell'antica Iapigia (popolata da tre distinte tribù: i Dauni, i Peuceti e i Messapi), nell'Apulia non esistevano differenziazioni di tipo tribale: la regione era infatti considerata unitaria e tutti i suoi abitanti erano denominati indistintamente Apuli, quantunque gli Apuli propriamente detti fossero stanziati soltanto in una ristretta area a occidente del Gargano (ossia nella zona di Teanum Apulum).
I suoi confini erano però meno estesi, poiché l'Apulia non comprendeva la piana di Metaponto, che verosimilmente aveva già fatto parte della Iapigia ma che era stata successivamente colonizzata e integrata nella Magna Grecia. Inoltre, a differenza anche dell'attuale Puglia, il territorio dell'Apulia non includeva la zona di Taranto (anch'essa aggregata alla Magna Grecia) né la penisola salentina, la quale ultima costituiva invece una regione a sé stante denominata Calabria (in quanto popolata dagli antichi Calabri), benché l'estremità meridionale del Salento fosse in realtà occupata da una tribù ancora diversa, quella dei Sallentini. Più a nord furono invece le popolazioni osco-umbre ad appropriarsi progressivamente di svariate fette di territorio: i Frentani si impadronirono infatti dell'area di Larinum, i Sanniti e gli Hirpini si stanziarono nei monti della Daunia giungendo a minaccare direttamente Lucera, mentre i Lucani invasero la zona del Vulture e una parte del Materano entrando in conflitto perfino con la magnogreca Taras.
Ad ogni modo la stessa civiltà apula fu essenzialmente multiculturale, poiché l'antica etnia iapigia non poté fare a meno di intraprendere rapporti molto stretti sia con i Greci (che, a quell'epoca, dominavano il Mediterraneo centrale) sia con gli Italici che, invece, spadroneggiavano nell'entroterra. Nonostante ciò gli Apuli riuscirono a mantenere, seppur a fatica, una certa autonomia, ma dovettero appoggiarsi sempre più spesso a una potenza terza: i Romani.
La penetrazione romana in Apulia fu piuttosto lenta ma inesorabile. Nel 326 a.C. Arpi si alleò con i Romani contro i Sanniti. Nel 320 a.C. i Romani assediarono Lucera, in mani sannitiche, ove nel 314 a.C. fondarono una colonia latina, la prima nella regione. Durante le guerre puniche gli Apuli, così come gli altri popoli italici, si allearono con i Romani, ma passarono (a esclusione di Lucera) dalla parte dei Cartaginesi dopo la sconfitta nella battaglia di Canne nel 216 a.C.; tuttavia le genti apule, dopo il decisivo assedio di Arpi del 214 a.C., si schierarono definitivamente dalla parte dei Romani e, pur condividendone le motivazioni di fondo, non aderirono attivamente alla guerra sociale del 91-88 a.C. (ad eccezione di Canosa e della vicina Venosa).
Intorno al 7 d.C. in Apulia (quale parte integrante dell'Italia romana) fu istituita dall'imperatore Augusto la regio II Apulia et Calabria; tale suddivisione includeva, oltre all'Apulia propriamente detta, anche l'ex-colonia greca di Taras (ribattezzata Tarentum), le antiche terre dei Calabri e dei Sallentini (ossia l'intero Salento), la città di Beneventum (colonia romana fin dal 268 a.C.) nonché tutto il Sannio irpino (ovvero quel settore dell'antico Sannio occupato dalla tribù degli Irpini). A seguito delle riforme amministrative del III secolo d.C. la Regio II fu poi elevata a provincia (denominata semplicemente Apulia et Calabria) e il suo capoluogo fu fissato a Canosa; nel contempo, però, il suo territorio si restrinse leggermente poiché alcune città (Abellinum, Caudium, la stessa Beneventum) passarono alla provincia di Campania, avente per capoluogo Capua.

## Lingua
Per quanto attiene all'aspetto linguistico sussistono ancora alcune incertezze, poiché le iscrizioni attribuibili al popolo apulo in epoca pre-romana sono piuttosto scarse e frammentarie. Ad ogni modo è plausibile che gli Apuli, nonostante facessero uso di un proprio alfabeto (essenzialmente di origine greca e di forma messapica, ma opportunamente modificato), si servissero in prevalenza della lingua osca analogamente alle vicine popolazioni italiche, benché anche altri idiomi fossero regolarmente in uso. Così, mentre nelle legende delle antiche monete coniate a Teanum Apulum (di epoca antecedente al 300 a.C.) si leggono iscrizioni esclusivamente in lingua osca, sulle monete rinvenute a Rubi e Azetium sono invece incise legende trilingui (in osco, greco e messapico, idioma quest'ultimo di diretta derivazione iapigia). Lo stesso toponimo Apulia, pur traendo origine dal nome indigeno *Japudia (parallelo al termine greco Ἰαπυγία, poi latinizzato in Iapygia), mostra il passaggio D>L tipico delle parlate osco-sabelliche.
La progressiva colonizzazione romana del territorio apulo determinò comunque la graduale scomparsa dei diversi idiomi locali in favore del latino.